# Türkvizyon Song Contest 2013
Türkvizyon 2013 var den första upplagan av Türkvizyon Song Contest som  hölls i Eskişehir i Turkiet. Tävlingen liknar Eurovision Song Contest. Länderna eller regionerna som är med i Türkvizyon ligger i Syd och Östeuropa och i Asien. Och har någon form av turkisk etnicitet.
Vinnaren blev Farid Hasanov för Azerbajdzjan.

## Tävlingsupplägg
Under sommaren 2013 sa TRT att man kommer hålla 2 semifinaler 17 och 19 december. En final kommer hållas 21 december. 20 länder/regioner kommer att delta. 14 december ändrades planerna och TRT meddelade att man endast skulle ha en semifinal då alla länder förutom värdnationen Turkiet måste kvala för att få vara med i finalen. Dock ändrades det senare då Turkiet behövde kvala för att ta sig till finalen.
24 länder deltog. Dock meddelades det om att 28 länder skulle ha deltagit. Ryssland, Turkmenistan, Tjuvasjien och Xinjiang meddelade ett avhopp i mitten av december som förföll.

## Händelser

### Basjkiriens nationella final avbröts av brand
Den 16 november höll Basjkirien sin nationella final. Mitt under finalen utbröt en brand som stoppade sändningen. Ingen kom till skada. Men det kom till att skjuta upp datumet.

## Länder

Länder som gick vidare till finalen.
Länder som inte gick vidare till finalen.

- Semifinalen hölls 21 december. Även Turkiet som värdnation behövde kvala sig till final.
- En del länder/regioner har sms röstning, resten har jury.
- Länder i beigefärg har kvalat sig vidare.

| NR | Land                                               | Språk                 | Artist                                    | Låt                   |
| -- | -------------------------------------------------- | --------------------- | ----------------------------------------- | --------------------- |
| 01 | Altajrepubliken                                    | Altaiska              | Artur Marljokov                           | Altayim               |
| 02 | Azerbajdzjan                                       | Azerbajdzjanska       | Farid Hasanov                             | Yaşa                  |
| 03 | Basjkirien                                         | Basjkiriska           | Diana Ishniyazova                         | Kuray Şarkisi         |
| 04 | Vitryssland                                        | Turkiska              | Gjunesj Abasova                           | Son Hatiralar..       |
| 05 | Bosnien och Hercegovina                            | Bosniska, Turkiska    | Emir & frozen camels feat. Mirza Šoljanin | Ters Bosanka          |
| 06 | Moldavien-Gagauzia                                 | Moldaviska, Ukrainska | Ludmila Turkan                            | Vernis Lubov          |
| 07 | Georgien                                           | Georgiska             | Eynar Balakişiyev & Afik Novruzov         | Kalbini Saf Tut       |
| 08 | Khakassien                                         | Khakasiska            | Vladimir Dorju                            | Tus Çirinde           |
| 09 | Turkmen Irak                                       | Arabiska              | Ahmed Duzlu                               | Kerkük'ten Yola Çıkak |
| 10 | Kabardinien-Balkarien och Karatjatijen-Tjerkessien | Kabardinska           | Eldar Zhanikaev                           | Adamdi Bizni Atibiz   |
| 11 | Kazakstan                                          | Kazakiska             | Rin'go                                    | Birlikpen alğa        |
| 12 | Kemerovo                                           | Turkiska              | Çıldız Tannakeşeva                        | Şoriya'nın Unu        |
| 13 | Kirgizistan                                        | Kirgiziska            | Çoro                                      | Kaygyrba (Кайгырба)   |
| 14 | Krim                                               | Krimtatariska         | Elvira Sarihalil                          | Dağlarin Ellari       |
| 15 | Kosovo                                             | Turkiska              | Ergin Karahasan                           | Şu Prizen             |
| 16 | Nordcypern                                         | Turkiska              | Grup Gommalar                             | Havalaniyor           |
| 17 | Makedonien                                         | Turkiska              | Ilkay Yusuf                               | Düşlerde Yaşamak      |
| 18 | Uzbekistan                                         | Uzbekiska             | Nilufar Usmonova                          | Unutgin               |
| 19 | Rumänien                                           | Turkiska              | Genghiz Erhan Cutcalai                    | Ay ak shatir!         |
| 20 | Jakutien                                           | Jakutiska             | Olga Spiridonova                          | Sulus Uonna Tuun      |
| 21 | Tatarstan                                          | Tatarska              | Alina Sharipzhanova                       | Üpkälämim (Үпкәләмим) |
| 22 | Tuvarepubliken                                     | Tuvinska              | Sailyk Ommun                              | Çavidak               |
| 23 | Turkiet                                            | Turkiska              | Manevra                                   | Sen, Ben, Biz         |
| 24 | Ukraina                                            | Turkiska              | Fazile ibraimova                          | Elmalim               |

### Finalen
| NR | Land                    | Språk           | Artist                                | Låt                   | Placering | Poäng |
| -- | ----------------------- | --------------- | ------------------------------------- | --------------------- | --------- | ----- |
| 01 | Turkiet                 | Turkiska        | Manevra                               | Sen, Ben, Biz         | 6         | 187   |
| 02 | Vitryssland             | Turkiska        | Gjunesj Abasova                       | Son Hatıralar...      | 2         | 205   |
| 03 | Kosovo                  | Turkiska        | Ergin Karahasan                       | Şu Prizen             | 12        | 151   |
| 04 | Kazakstan               | Kazakiska       | Rin'go                                | Birlikpen Alğa        | 9         | 178   |
| 05 | Bosnien och Hercegovina | Bosniska        | Emir & Frozen Camels & Mirza Šoljanin | Ters Bosanka          | 7         | 187   |
| 06 | Tatarstan               | Tatariska       | Alina Sharipzhanova                   | Üpkälämim (Үпкәләмим) | 4         | 192   |
| 07 | Ukraina                 | Turkiska        | Fazile Ìbraimova                      | Elmalım               | 3         | 200   |
| 08 | Altajrepubliken         | Altaiska        | Artur Marljokov                       | Altayim               | 5         | 189   |
| 09 | Azerbajdzjan            | Azerbajdzjanska | Farid Hasanov                         | Yaşa                  | 1         | 210   |
| 10 | Nordcypern              | Turkiska        | Grup Gommalar                         | Havalanıyor           | 10        | 175   |
| 11 | Kirgizistan             | Kirgiziska      | Çoro                                  | Kaygyrba (Кайгырба)   | 8         | 183   |
| 12 | Uzbekistan              | Uzbekiska       | Nilufar Usmonova                      | Unutgin               | 11        | 173   |